# Prémio Fernando Namora
O Prémio Literário Fernando Namora é um prémio literário instituído pela Sociedade Estoril Sol, em homenagem ao escritor com o mesmo nome.
O prémio é entregue anualmente a uma obra de ficção (romance ou novela), de autor português, desde 1987 (embora só entregue pela primeira vez em 1989). 

## Vencedores
- 1989 – João de Melo com Gente feliz com lágrimas
- 1991 – Maria Isabel Barreno com Crónica do tempo
- 1993 – Urbano Tavares Rodrigues com Violeta e a noite
- 1996 – Mário de Carvalho com Um deus passeando pela brisa da tarde
- 1999 – Manuel Alegre com A terceira rosa
- 2001 – Teolinda Gersão com Os teclados
- 2003 – Armando Silva Carvalho com O Homem que Sabia a Mar
- 2004 – António Lobo Antunes com Boa tarde às coisas aqui em baixo
- 2005 – Nuno Júdice com O anjo da tempestade
- 2006 – Miguel Real com A voz da terra
- 2008 – Mário Cláudio com Camilo Broca
- 2009 – Mário de Carvalho com A sala magenta
- 2010 – Luísa Costa Gomes com  Ilusão ou o que quiserem
- 2011 – Gonçalo M. Tavares com Uma viagem à Índia
- 2012 – Paulo Castilho com Domínio público
- 2013 – José Eduardo Agualusa com Teoria geral do esquecimento
- 2014 – Bruno Vieira Amaral com As primeiras coisas
- 2015 – Teolinda Gersão com Passagens[2]
- 2016 - Afonso Cruz com Flores
- 2017 - Ana Cristina Silva com A Noite não é Eterna
- 2018 - Carlos Vale Ferraz com A Última Viúva de África [3]
- 2019 - Julieta Monginho com Um Muro no Meio do Caminho [4]
- 2020 - Francisco José Viegas com A Luz de Pequim [5]
- 2021 - João Tordo com Felicidade [6]
- 2022 - Teresa Veiga com O Senhor d'Além[7]
- 2023 - Lídia Jorge com Misericórdia[8]
- 2024 - Hugo Gonçalves com Revolução[9]

## Jurados
Os jurados da 18.ª edição (2015) foram: 
- Guilherme d'Oliveira Martins (presidente)
- José Manuel Mendes, pela Associação Portuguesa de Escritores
- Manuel Frias Martins, pela Associação Portuguesa dos Críticos Literários
- Maria Carlos Loureiro, pela Direção-Geral do Livro, Arquivos e Bibliotecas
- Maria Alzira Seixo e Liberto Cruz, convidados a título individual
- Nuno Lima de Carvalho e Dinis de Abreu, pela Estoril Sol.